# Великий Слобожанський ярмарок

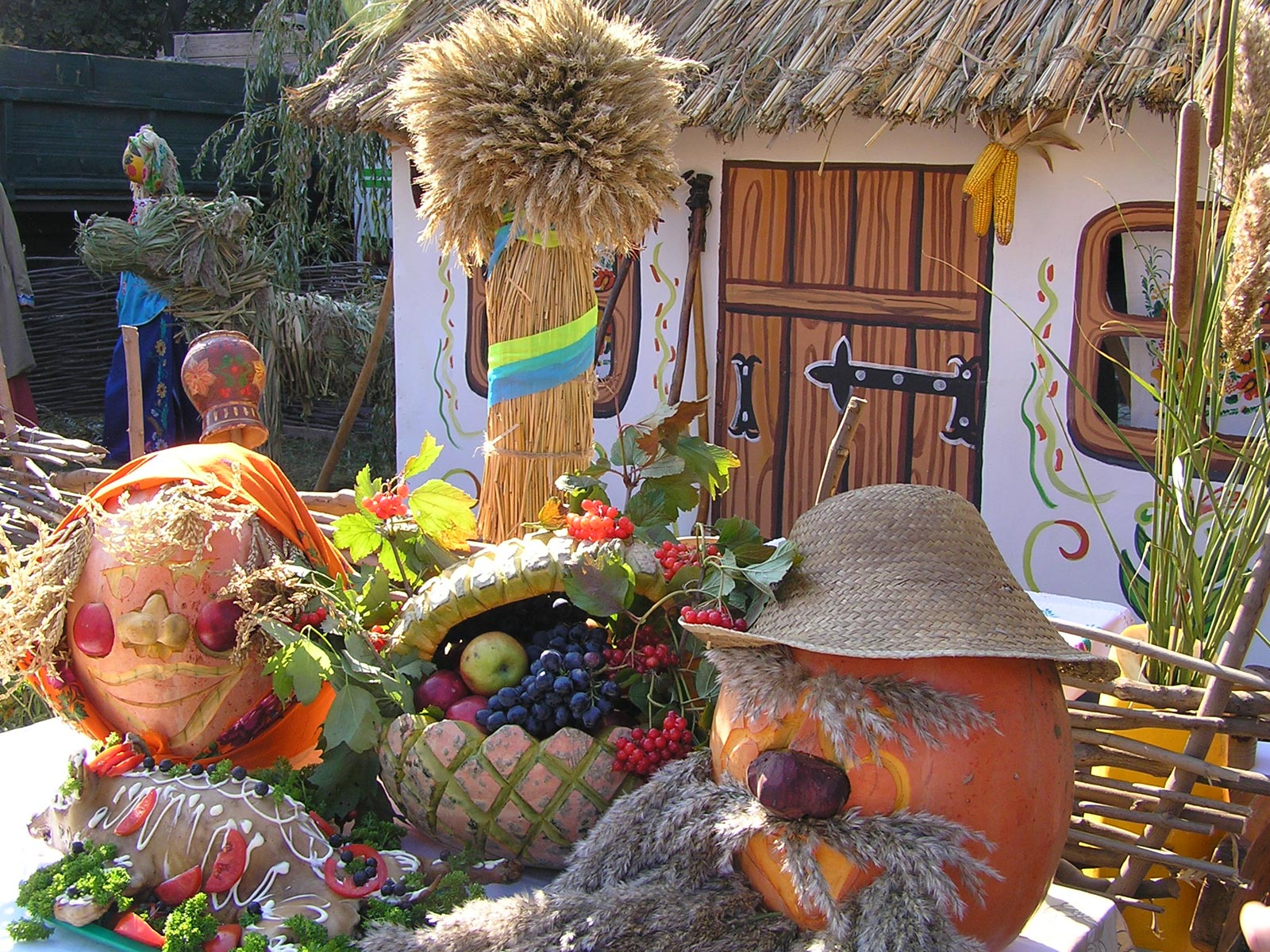
Великий Слобожанський ярмарок, м. Харків, майдан Свободи (2005 р.)

Вели́кий Слобожа́нський я́рмарок — міжнародний торговельно-розважальний захід, який проводиться в Харківській області за участю підприємств з усіх районів і міст Харківської області, м. Харкова, інших областей, зокрема, Росії, що представляють на ярмарку свої декоративно-художні і торговельні експозиції, та продовжує історичні традиції проведення ярмарок на Слобожанщині з XVII ст.
На ярмарку ведуться торги сільгосппродукцією (овочами та фруктами, живою рибою та птицею, поросятами), а також м'ясною і молочною продукцію. У продажу на ярмарку — хлібобулочні і кондитерські вироби, мед, безалкогольні напої, крупи і цукор. Представлені також непродовольчі товари народного споживання: парфуми, мийні та фармацевтичні засоби, швейні та трикотажні вироби, одяг, взуття, товари для дому, будівельні матеріали, побутова техніка, композиції з квітів, вироби майстрів народної творчості.
На експозиціях районів відвідувачі та учасники ярмарку можуть скуштувати страви слобожанської кухні, куліш, вареники, млинці, шашлики та інші страви. Біля кожної експозиції районів і міст області в перші дні роботи ярмарку відбуваються театралізовано-концертні програми. Свою майстерність демонструють фольклорні колективи, вокалісти, хореографи. Традиційно на ярмарку працює Місто майстрів, де можна подивитися і придбати вироби з усіх районі і міст України.

## Історія
Традиція проведення ярмарок на Слобожанщині започаткована в другій половині XVII ст., відразу після заселення м. Харкова, проведенням з ініціативи козацьких отаманів і дозволу царя щорічного ярмаркового з'їзду на Пречисту (15 серпня).
У XVIII ст. в провінціях Слобідської України, центром якої був Харків, за рік вже проводилося 241 ярмарок. Значимий вклад у розвиток торговельних відносин привнесли великі харківські ярмарки — Хрещенська, Троїцька, Успенська та Покровська, які тривали 17-20 днів.
Великий ярмарок (Успенський) влаштовувався у Харкові щорічно, починаючи з 1659 р., звичайно він проходив із 15 серпня по 1 вересня. У 40-50-х роках XIX ст. Успенський ярмарок став одним із найзначніших у Російській імперії.
Історичну традицію проведення великомасштабного щорічного ярмаркового заходу було відроджено на Харківщині в 2000 р. за ініціативи тоді голови Харківської облдержадміністрації Євгенія Кушнарьова.

## Особливості проведення сьогодення

### 2005

Схема розміщення експозицій Великого Слобожанського ярмарку в 2005 р. на майдані Свобди в Харкові

У 2005 р. ярмарок проходив з 24 серпня по 2 жовтня на майдані Свободи в Харкові. Його відкрили голова облдержадміністрації Арсен Аваков, голова облради Олег Шаповалов і Харківський міський голова Володимир Шумілкін. Вітальні слова на адресу організаторів і гостей ярмарку сказали також Повноважний посол республіки В'єтнам Ву Зионг Хуан, Посол Королівства Бельгія П'єр Коло і Посол Республіки Польща Яцек Ключковський.
Ярмарок складався з 4 основних заходів: власне ярмарку (майдан Свободи), міжнародного економічного форуму в Академії правових наук (вул. Пушкінська, 70), виставки-ярмарку «Регіональна співдружність» (спорткомплекс НТУ «ХПІ») та «Ярмарку талантів Слобожанщини» в Харківському академічному театрі опери та балету ім. М. В. Лисенка. Свою продукцію на ярмарку представили понад 600 підприємств і підприємців зі всіх районів області, у тому числі 225 агропідприємств регіону. Виробники торгували з 405 наметів і 90 автомобілів. У роботі Міжнародного економічного форуму брали участь 89 представників із 15 країн ближнього і далекого зарубіжжя. У «Ярмарку талантів Слобожанщини» свою майстерність продемонстрували близько 1500 учасників і творчих колективів.

### 2006
У 2006 р. ярмарок проходив 23-24 вересня в Чугуєві Харківської області на центральній площі Леніна. У ній взяли участь близько 250 суб'єктів господарювання.

### 2007
В 2007 р. ярмарок працював 22-23 вересня в Презентаційно-виставковому центрі «Радмир Експохолл» у Харкові. В урочистих заходах, присвячених відкриттю виставки, взяли участь гості з 16 держав. У рамках ярмарку 22 вересня відбувся Міжнародний економічний форум, у якому взяли участь 120 представників різних країн. Під час ярмарку проходили Міжнародна виставка «Наука й виробництво» і виставка робіт художників Харківщини. На відкритому виставковому майданчику проходили виставка продукції підприємств Харківської області, на якій були представлені сільгосппродукція, хлібобулочні та кондитерські вироби, безалкогольні напої та непродовольчі товари.
Кількість відвідувачів — 30 тис. осіб за день. Обсяг реалізації товарів на ярмарку становить 5-6 млн гривень.

### 2008
В 2008 р. ярмарок відбувся в Харкові 20-21 вересня. Основні заходи:
- Міжнародний економічний форум пройшов 19 вересня в Академії правових наук за участю делегацій з 14 країн ближнього і дальнього зарубіжжя (Республіка Білорусь, Азербайджан, Узбекистан, Польща, Угорщина, Туреччина, Кенія, Республіка Словенія, Литва, Франція, Ізраїль, Австрія, Соціалістична республіка В'єтнам, Московська, Курська, Белгородська області Російської Федерації; всього 120 учасників форуму).
- Міжнародна виставка-ярмарок «Наука і виробництво» (450 м²) пройшла 19-22 вересня в Презентаційно-виставковому центрі «Радмир Експохолл». Участь у виставці взяли 49 підприємств науки, промисловості, агропромислового та паливно-енергетичного комплексу області, підприємства Російської Федерації.
- Виставка найкращих художників і графіків Харківщини (220 м²) пройшла 20-21 вересня в центрі «Радмир Експохолл». Участь у виставці взяли понад 50 художників і графіків області, які представляли 76 своїх робіт.
- Слобожанський ярмарок на відкритому майдані «Радмир Експохолл» (20 000 м²) пройшов 20-21 вересня за участю всіх районів і міст області, обласної спілки споживчих товариств. Участь у ярмарку взяли 235 суб'єктів господарювання та 83 майстра народної творчості. Кількість наметів і шатрів, які були встановлені на ярмарку — понад 250. В торгах на Слобожанському ярмарку взяли участь представники 6 регіонів України — Запорізької, Дніпропетровської, Івано-Франківської, Миколаївської, Автономної Республіки Крим і міста Києва. Було представлено широкий асортимент продукції сільськогосподарських і промислових підприємств області: продукти харчування, м'ясо, птиця, яйця курячі, риба, олія, мед, овочі, фрукти, зерно, борошно тощо, промислові товари народного споживання, одяг, взуття, роботи майстрів народної творчості. Практично на кожному майданчику району готували страви слобожанської кухні, якими пригощали гостей ярмарку. Обсяг продукції, завезеної на ярмарок — майже 5,2 млн грн. Усього на відкритому майданчику «Радмир Експохолл» було змонтовано близько 300 торговельних шатрів і наметів, а на іншому спеціальному — була організована торгівля з 30-ти автомашин. Голова облдержадміністрації Арсен Аваков і голова облради Васілій Салигін відкрили Великий Слобожанський Ярмарок 20 вересня на урочистій церемонії в Презентаційно-виставковому центрі «Радмир Експохолл». У ній взяли участь посли зарубіжних держав, керівники офіційних і ділових делегацій, мешканці м. Харкова і Харківської області. В дводенній концертній програмі взяли участь 830 виконавців і 48 художніх колективів області. Біля кожної експозиції районів і міст області відбувалася театралізовано-концертна програма. 100 майстрів народної творчості із усіх районів і міст області і 7 областей України подали заявки на участь у Місті майстрів. Тут також були представлені обласним Центром народної творчості унікальні роботи майстрів народної творчості Харківщини.
- Церемонія нагородження найкращих сільгоспвиробників і механізаторів області відзнакою голови обласної державної адміністрації «Рекордний врожай 2008» пройшла 20 вересня в конференцзалі «Радмир Експохолл». Участь у церемонії взяли 250 працівників агропромислового комплексу області.
- Прийом голови обласної державної адміністрації на честь почесних гостей Великого Слобожанського ярмарку 26 вересня.

### 2009
Бажання взяти участь в ярмарку 2009 року висловили представники близько 15 країн. Його планували також відвідати губернатори Білгородської, Ростовської, Мінської області, а також делегації Великопольського воєводства, Московської і Курської областей. Крім того, очікувалися візит до Харкова послів зарубіжних держав — Азербайджану, Білорусі, В'єтнаму, Кенії, Угорщини, Словенії, Канади, Аргентини, Норвегії, Фінляндії та Куби.
Починаючи з 24 вересня, до Харкова з'їжджалися учасники ярмарку, а увечері того дня відбувся прийом почесних гостей головою облдержадміністрації Арсеном Аваковим.
У 2009 році ярмарок пройшов 26-27 вересня (хоча анонсувалися 24-26 вересня, 23-27 вересня) в Харкові в презентаційно-виставковому центрі «Радмир Експохолл».
У рамках ярмарку 24-27 вересня проходила Міжнародна виставка-ярмарок «Наука і виробництво, Машинобудування Харківщини», присвячена Дню машинобудівника. Участь у виставці планували майже 60 підприємств-учасників від промисловості, науки, паливно-енергетичного та агропромислового комплексу області, а також підприємства міст-побратимів: Курської, Бєлгородської областей Російської Федерації та міста Мінськ.
У рамках ярмарку проходив інвестиційно-інноваційний форум, в якому планували взяти участь керівники зарубіжних державних агенцій з інновацій та інвестицій, що акредитовані в Україні. Цей міжнародний економічний форум за участю офіційних і бізнес делегацій пройшов 24 вересня в форматі ділових зустрічей і урочистого прийому та 25 вересня — у форматі пленарного засідання в Будинку рад за участю делегацій з 18 країн ближнього і дальнього зарубіжжя (Азербайджанської республіки, Аргентинської республіки, Республіки Білорусь, Туреччини, Угорщини, Королівства Норвегії, Канади, Великопольського воєводства Республіки Польща, Словенії, Мінської області, Хоконської області Таджикистану, Курської, Ростовської, Московської, Бєлгородської та Ленінградської областей Російської Федерації). Всього очікувалося 400 учасників форуму.
На 26 вересня була запланована робота торгових, концертних і виставкових майданчиків. Урочисте відкриття ярмарку того дня провели голова облдержадміністрації Арсен Аваков і голова обласної ради Сергій Чернов. Серед почесних гостей, які піднялися на головну сцену під час церемонії відкриття, були представники Росії, Білорусі, Польщі, Таджикистану, Вірменії, Аргентини, В'єтнаму, Канади, Азербайджану, Угорщини, Бельгії, Норвегії, Туреччини і Словенії.
Безпосередньо ярмарок на відкритому майдані центру в 20 000 м² проходив 26 -27 вересня за участю всіх районів і міст області, обласної спілки споживчих товариств. Участь у ярмарку планували 310 суб'єктів господарювання та майстрів народної творчості. Крім того, в Слобожанському ярмарку мали взяти участь представники 4 регіонів України — Полтавської, Кіровоградської, Івано-Франківської та міста Києва. Для торгівлі на ярмарку був представлений широкий асортимент продукції сільськогосподарських і промислових підприємств області: продукти харчування, м'ясо, птиця, яйця курячі, риба, олія, мед, овочі, фрукти, зерно, борошно тощо, промислові товари народного споживання, одяг, взуття, а також роботи майстрів народної творчості. Практично на кожній експозиції районів і міст області будуть готувати страви слобожанської кухні. Обсяг продукції, яку планувалося завезти на ярмарок, становив майже 5,5 млн грн. Саме на таку суму було реалізовано 26-27 вересня продукції, а в середньому ціни на товари на ярмарку були на 15 % нижче, ніж у середньому на роздрібних підприємствах торгівлі в області. Так, було реалізовано, зокрема, 50 т овочів (у тому числі 14 т картоплі) і 30 т м'яса. Усього на відкритому майданчикові планували змонтувати понад 300 торговельних шатрів і наметів, а також була організована торгівля з автомашин. Також на виставці широко були представлені російські компанії, підприємства Білорусі, Угорщини.
На ярмарку була запланована й культурно-розважальна програма. В урочистому відкритті Великого Слобожанського ярмарку й у дводенній концертній програмі взяли участь близько 400 виконавців і 50 художніх колективів області. Біля кожної експозиції районів і міст області відбувалася театралізована концертна програма. Майже 100 майстрів народної творчості з усіх районів і міст області й інших регіонів України подали заявки на участь у ярмарку для розміщення на майданчику «Місто майстрів».
Виставка найкращих художників і графіків Харківщини була запланована на 26 -27 вересня. Участь у ній планували 113 художників і графіків області.
За результатами ярмарку заплановано на 7 жовтня 2009 року о 12:00 провести урочистий прийом голови обласної державної адміністрації Арсена Авакова, на якому найкращі райони, міста, підприємства, підприємці будуть нагороджені обласними нагородами та спеціальними призами.
Організатори ярмарку очікували велику активність серед відвідувачів ярмарку — до 20 тис. осіб щодня.

## 2010
26 вересня 2009 року Надзвичайний і Повноважний Посол Азербайджанської Республіки в Україні Талят Алієв відзначив, що в ярмарку 2010 року обов'язково братимуть участь компанії з Азербайджану.